# Li Hongzhi
Li Hongzhi [kriva transliteracija], osnivač i učitelj Falun gong-a. Trenutno živi u Sjedinjenim Američkim Državama. 

## Poveznice
http://www.falundafa.org/eng/teacher.htm  Arhivirana inačica izvorne stranice od 22. travnja 2006. (Wayback Machine)